# Rassemblement national pour la réforme et le développement
Le Rassemblement national pour la réforme et le développement (arabe : التجمع الوطني للإصلاح و التنمية), souvent connu sous son abréviation arabe Tewassoul ou Tawassoul (arabe : تواصل (Tawāṣṣul)) ou par son abréviation en français RNRD, est un parti politique islamiste mauritanien. Le parti est associé à la branche mauritanienne des Frères musulmans.
À la suite des élections législatives de 2013, 2018 et 2023, Tewassoul est devenu le deuxième plus grand parti politique de Mauritanie.

## Histoire
Les racines du Tewassoul remontent au mouvement islamique qui commence à être organisé en Mauritanie en 1975, étant basé sur les idées des Frères musulmans, mais il est resté un mouvement politique secret non autorisé en raison des différents régimes autoritaires de l'histoire de la Mauritanie.
Les islamistes sont empêchés d'obtenir l'autorisation pour un parti politique, même après l'introduction du multipartisme dans les années 1990. Néanmoins, le mouvement islamique reste présent comme une force significative dans l'arène politique locale, notamment avec son rejet d'établissement de relations diplomatiques entre la Mauritanie et Israël entre 1999 et 2009.
Après le coup d'État de 2005 et le renversement du régime du président Maaouiya Ould Sid'Ahmed Taya, les islamistes essayent d'enregistrer un parti politique, mais le conseil militaire à la tête de la transition de régime rejette leur demande, ce qui les incitent à lancer l'« Initiative des réformistes modérés » le 23 novembre 2005, ce qui leur permet d'entrer au Parlement et de gagner certaines municipalités en tant qu'indépendants aux élections législatives de 2006.
Les « Réformistes centristes » — successeurs de l'Initiative des réformistes modérés — soutiennent Saleh Ould Hanenna au premier tour de l'élection présidentielle de 2007, ils soutiennent Ahmed Ould Daddah au deuxième tour. Le vainqueur des élections de 2007, Sidi Mohamed Ould Cheikh Abdallahi, accorde finalement aux islamistes mauritaniens un parti politique légal en 2007.

## Dirigeants
- Mohamed Jemil Ould Mansour (2007 - 25 décembre 2017) ;
- Mohamed Mahmoud Ould Seyidi (25 décembre 2017 - 25 décembre 2022)[4]:
- Hamadi Ould Sidi Mokhtar (depuis le 25 décembre 2022)[5].

## Résultats électoraux

### Élections présidentielles
| Élection | Candidat                   | 1er tour           | 1er tour           | 2d tour            | 2d tour            | Résultat           |
| Élection | Candidat                   | Voix               | %                  | Voix               | %                  | Résultat           |
| -------- | -------------------------- | ------------------ | ------------------ | ------------------ | ------------------ | ------------------ |
| 2009     | Mohamed Jemil Ould Mansour | 36 864             | 4,74               | –                  | –                  | 4e Élu             |
| 2014     | Élection boycottée         | Élection boycottée | Élection boycottée | Élection boycottée | Élection boycottée | Élection boycottée |
| 2019     | Sidi Mohamed Ould Boubakar | 165 995            | 17,87              | –                  | –                  | 3e Élu             |